# Ronald Plasterk
Ronald Hans Anton Plasterk (pronunție în neerlandeză [ˈroːnɑlt ˈɦɑns ˈɑntɔn ˈplɑstɛrk]; n. 12 aprilie 1957, Haga, Olanda de Sud, Țările de Jos) este un om politic neerlandez, membru al Partidului Muncii (PvdA). A fost ministru al educației, culturii și științei din 22 februarie 2007 până în 23 februarie 2010 în Cabinetul Balkenende IV, membru al Camerei Reprezentanților din17 iunie 2010 până în 5 noiembrie 2012 și ministru de interne din 5 noiembrie 2012 în Cabinetul Rutte II. Un om de știință și profesor de succes, Plasterk este un genetician molecular premiat și foarte apreciat. Începând din 1995, el a fost, de asemenea, publicist și editorialist pentru mai multe publicații naționale.

## Biografie

### Carieră științifică
Plasterk a urmat cursurile Sint Janscollege de la Haga, pe care le-a absolvit în 1975, specializându-se în științe. După absolvire, a studiat biologia la Universitatea din Leiden și economia la Universitatea din Amsterdam. În această perioadă el a scris pentru ziarul studențesc. În 1981, a obținut o diplomă de masterat Cum Laude în biologie. De asemenea, el a absolvit cursurile propedeutice în economie în același an. În 1984 a obținut titlul de doctor în matematică și științe naturale la Universitatea din Leiden cu teza „Inversiunea segmentului G al virusului bacteriofag Mu: analiza unei mutații genetice”. Studiul său s-a axat pe segmentul transpozon din ADN. În timp ce efectua cercetări pentru doctorat între 1981 și 1984, Plasterk a fost, de asemenea, membru al Leiden consiliului local al orașului Leiden din partea Partidului Laburist.
Între anii 1985 și 1986 a lucrat ca cercetător postdoctoral la Institutul de Tehnologie al Californiei din Pasadena. Acolo a studiat segmentul transpozon al ADN-ului din parazitul Borrelia hermsii. Între 1986 și 1987 a fost cercetător postdoctoral în Laboratorul de Biologie Moleculară MRC de la Cambridge, unde a lucrat cu John Sulston. A studiat Caenorhabditis elegans, un nematod care este folosit ca organism model.
În 1987 s-a întors în Țările de Jos, unde a devenit conducător de grup și membru al consiliului Institutului Neerlandez pentru Studierea Cancerului din Amsterdam. În 1989 a devenit directorul școlii de cercetare în oncologie de la institut, unde a rămas până în anul 2000. Între anii 1993 și 1997 a ocupat postul de profesor de microbiologie moleculară la Universitatea Liberă din Amsterdam. Între 1997 și 2000 a fost profesor de genetică moleculară la Universitatea din Amsterdam. În februarie 2000 a devenit director al Institutului Neerlandez pentru Biologia Dezvoltării, cunoscut, de asemenea, ca Laboratorul Hubrecht, un institut al Academiei Regale Neerlandeze de Arte și Științe (KNAW). El a combinat această activitate cu cea de profesor de genetica dezvoltării la Universitatea Utrecht din mai 2000. El și-a păstrat aceste poziții până în februarie 2007.
Începând din 2001 Plasterk a fost membru al Academiei Regale Neerlandeze de Arte și Științe. Înainte de a intra în politică a fost, de asemenea, membru al Consiliului pentru Sănătate, un grup de experți care oferă sfaturi ministrului sănătății, bunăstării și sportului, membru în consiliul de administrație al trustului Wellcome, membru al Comisiei pentru Biotehnologie și al Organizației Europene de Biologie Moleculară.
Cercetările lui Plasterk s-au desfășurat în domeniul geneticii și genomicii funcționale. El s-a axat pe studierea organizării și mecanismului de desfășurare a transpoziției ADN-ului și pe mecanismele interferenței ARN și pe micro-ARN, inclusiv a funcțiilor ARN-ului de apărare naturală împotriva duplicării necontrolate a transpozonilor.

### Editorialist

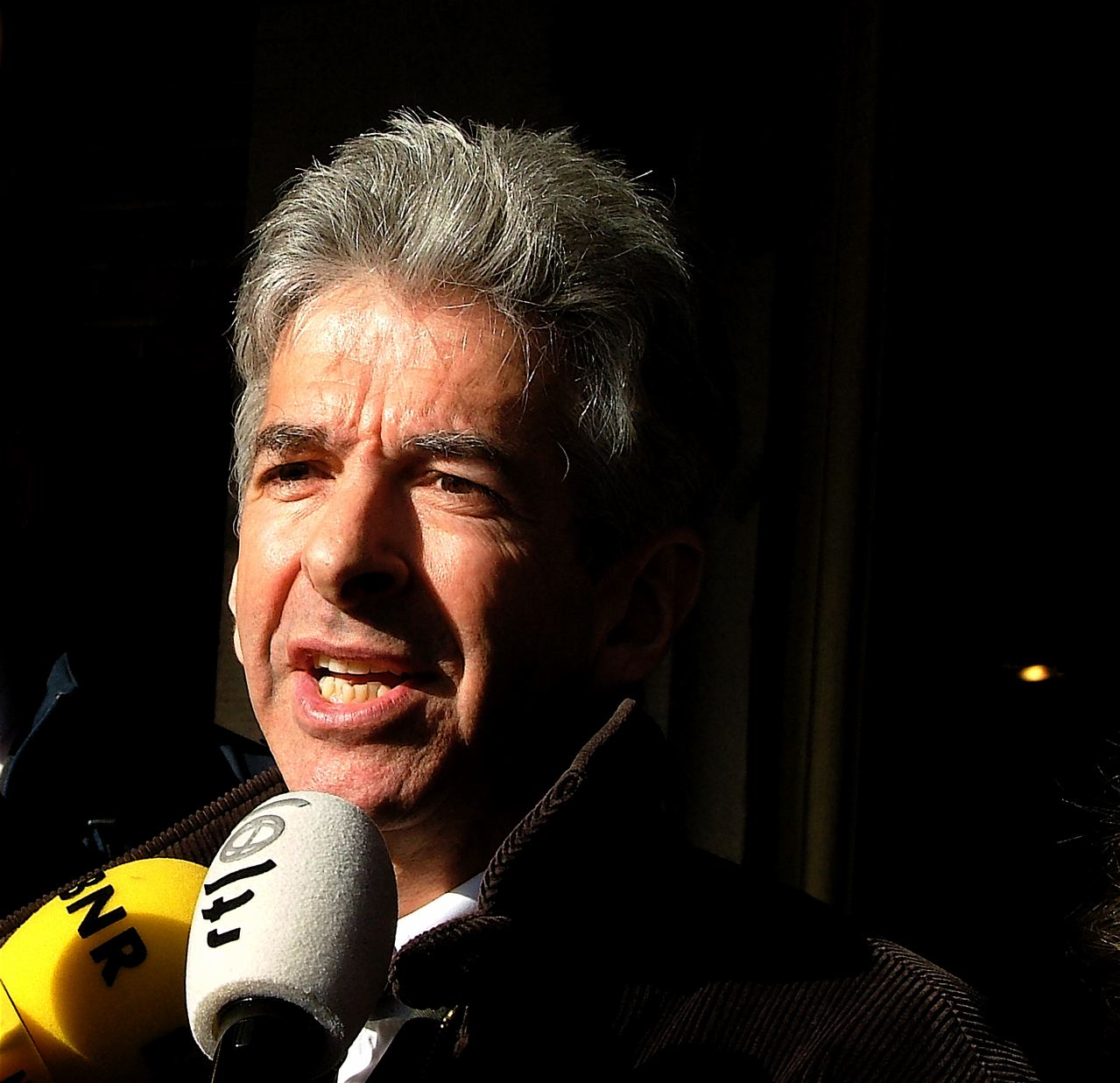
Plasterk dând o declarație de presă în 2006

Plasterk a început în 1995 ca editorialist la Intermediair, o revistă săptămânală orientate spre tinerii profesioniști și cadre didactice. În primii ani el a scris în principal despre aspectele etice și politice ale cercetării genetice. În 1999 a schimbat editorialul din Intermediair cu o rubrică săptămânală în de Volkskrant, un ziar de calitate de centru-stânga și două apariții săptămânale la Buitenhof, un talk-show politic produs de VPRO, NPS și VARA. El a realizat aceste activități până în 2007, când a devenit ministru. În anul 2000, mai multe articole scrise de el au fost incluse în cartea Leven uit het Lab („Viață în laborator”)
Plasterk a scris pe o gamă largă de subiecte: el este un cunoscut ateu. În 1997, el a inventat termenul de ietsism pentru a se referi la credința religioasă că Dumnezeul creștin nu există, dar că există o forță mai mare care a creat universul și îl guvernează. Această poziție este aproximativ echivalentă cu deismul din secolul al XVIII-lea. El a criticat puternic credința de pe poziția intelectualului, numind-o un „fenomen sărac și iritant”, dar mai târziu a susținut că opinia sa era un amestec de ateism și nostalgie și mult mai de înțeles „decât ideea unui Dumnezeu crud care vrea această suferință”.
În editorialele sale din de Volkskrant și Buitenhof, el s-a opus cu vehemență propunerii făcute de Maria van der Hoeven, care l-a precedat ca ministru al educației, pentru a preda design-ul inteligent în licee.
În plus, în cadrul referendumului privind constituția Uniunii Europene, el s-a poziționat ca un critic declarat al Tratatului de instituire a unei Constituții pentru Europa. S-a opus constituției deoarece el a considerat că aceasta nu stabilește în mod clar responsabilitățile Uniunii Europene. De asemenea, el a simțit că punea un prea mare accent pe piața liberă.

### Cariera politică
Plasterk a fost membru al consiliului local al orașului Leiden din partea Partidului Laburist la începutul anilor 1980. Din 1995, el a fost un cronicar politic pentru mai multe publicații naționale și comentator la posturile TV. La mijlocul anilor 2000 și-a asumat mai multe posturi politice active pe plan național.
În 2006, el a fost membru al comisiei care a scris manifestul electoral al Partidului Laburist pentru alegerile parlamentare din 2006, care era condus în acea perioadă de Paul Depla. De asemenea, el a îndeplinit funcția de consilier al convenției naționale, un think-tank al guvernului neerlandez pentru reforma administrației.

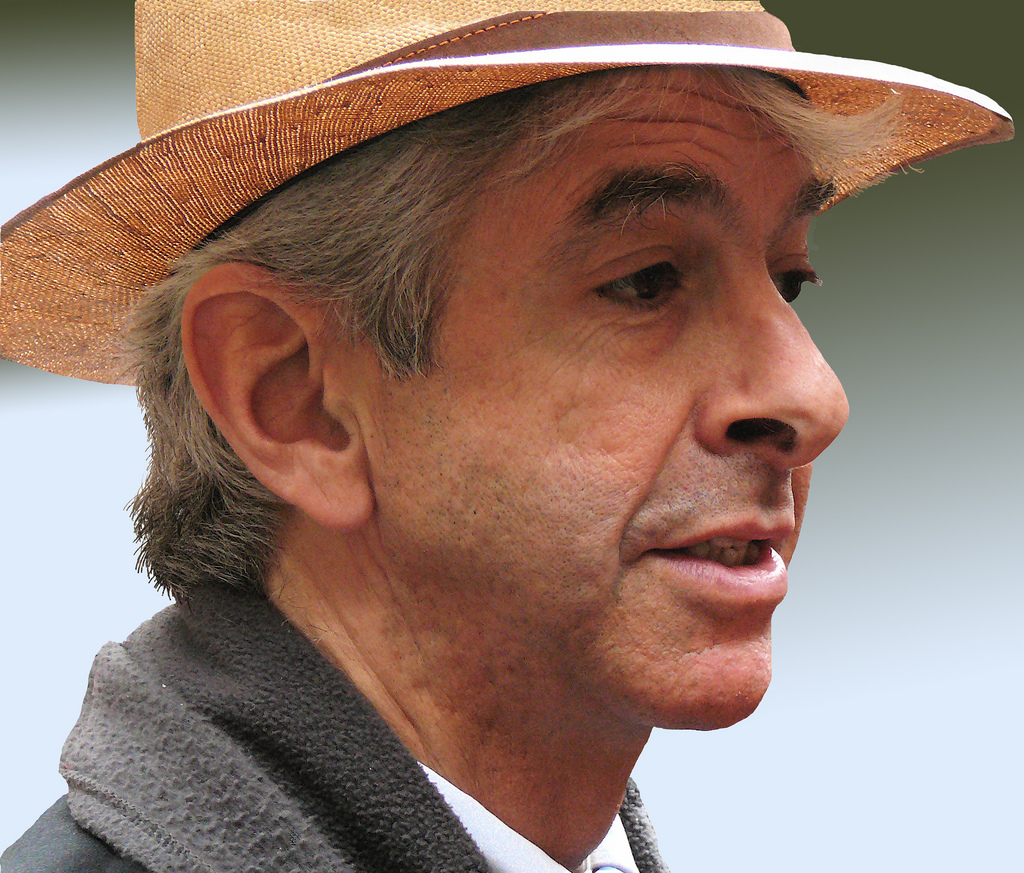
Ronald Plasterk cu pălăria sa celebră în 2008

Pe 22 februarie 2007 a fost numit ministru al educației, culturii și științei în Cabinetul Balkenende IV din partea Partidului Laburist. Ca urmare a acestei numiri, Plasterk și-a încheiat cariera științifică deoarece el considera că este imposibil să părăsească activitatea de cercetare timp de mai mulți ani și să spere apoi să se reintegreze. Wouter Bos, liderul Partidului Laburist, îl considera pe Plasterk ca un libertarian social și cultural care echilibra conservatorismul social și cultural al partenerilor de coaliție ai Partidului Laburist, Christen-Democratisch Appèl și Uniunea Creștină.
În calitate de ministru, Plasterk a fost responsabil cu învățământul superior, cercetarea științifică, cultură și mass-media, emanciparea femeilor și a persoanelor LGBT, și cu politica de personal în sectorul educației. Ca atare, el a fost vicepreședinte al Platformei naționale de inovație și membru al task force Women on Top.
O problemă-cheie în timpul mandatului de ministru al lui Plasterk a fost salarizarea profesorilor. Bugetul național nu dispunea de fonduri pentru a crește salariile profesorilor așa cum a cerut un comitet condus de Alexandru Rinnooy Kan, Plasterk fost nevoit să găsească bani din bugetul propriului minister. Kan a făcut publică această doleanță la doar câteva zile după Miljoenennota (bugetul național) a fost publicată. Una dintre soluțiile pe care Plasterk le-a luat în considerare a fost tăierea burselor pentru studenți și creșterea taxelor pentru universități. Plasterk a fost puternic criticat de către asociațiile studențești pentru propunerile sale și de către partenerii săi de coaliție CDA și CU, precum și de partidele de opoziție de stânga SP și GroenLinks. În final, el și Wouter Bos, ministrul de finanțe, au reușit să găsească fonduri suficiente pentru o creștere semnificativă a salariilor profesorilor. Sub amenințarea grevelor din sectorul educațional, Plasterk a ajuns la o înțelegere cu uniunea profesorilor în aprilie 2008.
El a demisionat în dimineața zilei de 20 februarie 2010, când toți miniștrii PvdA s-au retras din Cabinetul Balkenende IV. Regina i-a acceptat demisia pe 23 februarie 2010. În Camera Reprezentanților el a făcut parte din comisia de finanțe.

### Viața personală
Plasterk este căsătorit și are doi copii. El locuiește în Bussum. Plasterk este membru al Asociației Regale de Oratorie Creștină „Excelsior” din Amsterdam, unde cântă ca tenor. El participă la recitalul anual al oratoriului Patimile după Matei de Johann Sebastian Bach organizat de asociația Excelsior. De asemenea, cântă la chitară. Printre alte hobby-uri pe care le are sunt literatura, pictura și fotografiatul.
În vara anului 2008, a apărut în Zomergasten, o emisiune de seară, într-un interviu de televiziune amănunțit de la postul VPRO.

## Premii
- 1999: Premiul Spinoza al Organizației Neerlandeze pentru Cercetare Științifică[22]
- 2002: Premiul pentru comunicări științifice al Organizației Europene de Biologie Moleculară
- 2005: Premiu Louis D. al Institut de France

## Lucrări publicate

### Studii științifice (selecție)
- Ketting, R.F., Fischer, S.E.J., Bernstein, E., Sijen, T., Hannon, G.J., Plasterk R.H.A. (2001). Dicer functions in RNA interference and in synthesis of small RNA involved in developmental timing in C. elegans. Genes & Development 15: 2654-2659.
- Sijen, T., Fleenor, J., Simmer, F., Thijssen, K.L., Parrish, S., Timmons, L., Plasterk, R.H.A., Fire, A. (2001). On the role of RNA amplification in dsRNA-triggered gene silencing. Cell 107: 465-476.
- Tijsterman, M., Ketting, R.F., Okihara, K. L., Sijen, T., Plasterk, R. H. A. (2002) Short antisense RNAs can trigger gene silencing in C. elegans, depending on the RNA helicase MUT-14. Science 25;295 (5555): 694-697
- Wienholds, E., Schulte-Merker, S., Walderich, B., Plasterk, R.H.A. (2002) Target-selected inactivation of the zebrafish rag1 gene. Science 297 (July 5): 99-102.
- Wienholds, E., Koudijs, M.J., Van Eeden, F.J.M., Cuppen, E., Plasterk, R.H.A. (2003) The microRNA-producing enzyme Dicer 1 is essential for zebrafish development. Nature Genetics 35: 217-218.
- Sijen, T., Plasterk, R.H.A. (2003) Transposon silencing in the Caenorhabditis elegans germ line by natural RNAi. Nature 426: 310-314.
- Berezikov, E., Guryev, V., van de Belt, J., Wienholds, E., Plasterk, R.H.A., Cuppen, E. (2005) Phylogenetic shadowing and computational identification of human microRNA genes. Cell 120: 21-24.
- Robert, V.J.P., Sijen, T., van Wolfswinkel, J., Plasterk, R.H.A. (2005) Chromatin and RNAi factors protect the C. elegans germline against repetitive sequences. Genes Dev. 19: 782-787.
- Sijen T., Steiner F.A., Thijssen K.L., Plasterk R.H.A. (2007) Secondary siRNAs result from unprimed RNA synthesis and form a distinct class. Science. 2007 Jan 12;315(5809): 244-7.

### Studii științifice populare
- Wormen en waarden (1993)
- Techniek van het leven: de betekenis van biotechnologie voor mens en samenleving (2000)
- Leven uit het lab (2002)